# Nikołaj Manasein
Nikołaj Awksientjewicz Manasein (ros. Николай Авксентьевич Манасеин, ur. 19 października?/31 października 1834 w guberni kazańskiej, zm. 16 września?/28 września 1895 w Carskim Siole) – urzędnik Imperium Rosyjskiego, senator, rewizor, minister sprawiedliwości, członek Rady Państwa. Jego rewizja w guberni kurlandzkiej i inflanckiej rozpoczęła proces rusyfikacji nadbałtyckich rejonów cesarstwa.

## Życiorys[a]

### Kariera urzędnicza
Nikołaj Manasein wywodził się ze szlacheckiej rodziny wyznania prawosławnego z guberni kazańskiej. Edukację zdobył w Cesarskiej Szkole Prawodawstwa, którą zakończył w randze radcy tytularnego (IX klasa cywilna). Pierwszym miejscem pracy Manaseina był ósmy departament Senatu Rządzącego. Urzędowanie rozpoczął 22 maja 1854 roku. Awansował kolejno na asesora kolegialnego (VIII klasa cywilna) 10 marca 1858 roku, na sekretarza ósmego departamentu (bez zmiany rangi) 16 lipca 1858 roku i na radcę dworu (VII klasa cywilna) 25 maja 1861 roku. Tymczasowo pełnił funkcję pośrednika mirowego w powiecie mieszczowskim guberni kałuskiej (od 21 listopada 1863 roku).
Manasein otrzymał pracę w Ministerstwie Sprawiedliwości Imperium Rosyjskiego 10 kwietnia 1865 roku. Awansował na radcę kolegialnego (VI klasa cywilna) 3 stycznia 1869 roku, radcę stanu (V klasa cywilna) 19 listopada 1870 roku i rzeczywistego radcę stanu (IV klasa cywilna) 9 grudnia 1871 roku. Jednocześnie zmieniały się jego obowiązki – 2 lipca 1870 roku został prokuratorem w okręgu moskiewskim, a 2 lutego 1871 roku prokuratorem moskiewskiej izby sądowej. Pełnił w tym czasie również funkcję rewizora – w 1870 roku przeprowadził rewizję w guberni smoleńskiej, a w 1874 roku w guberni wołogodzkiej.
Kolejnym awansem Manaseina, na tajnego radcę (III klasa cywilna) 15 grudnia 1877 roku wiązał się z nominacją na dyrektora departamentu w Ministerstwie Sprawiedliwości. Od 8 września 1880 roku zasiadał w Senacie Rządzącym.

### Rewizja w guberni kurlandzkiej i inflanckiej
W styczniu 1882 roku Manasein otrzymał polecenie przeprowadzenia rewizji w guberni kurlandzkiej i inflanckiej. Wśród powodów rewizji podawane były między innymi potrzeba przeciwdziałania socjalizmowi oraz rozwiązanie konfliktów pomiędzy miejscową niemiecka szlachtą a łotewskim i estońskim chłopstwem. Senator traktowany był bardzo chłodno przez ludność niemiecką i część rosyjskich urzędników obawiających się osłabienia pozycji Niemców. Z drugiej strony spotkał się z żywiołowym odzewem Estończyków i Łotyszy, którzy przesłali na jego ręce około 20 tysięcy skarg i postulatów. Wnioski chłopstwa polegały głównie na przeciwdziałaniu niemieckiemu ziemiaństwu, przerwaniu germanizacji, pojawiały się też postulaty ekonomiczne. Manasein zakończył rewizję 15 października 1883 roku, zaś w 1884 przedstawił oficjalne sprawozdanie, w którym zawarł swoje spostrzeżenia i wnioski. Ich zakres był bardzo szeroki, dotyczyły one między innymi sądownictwa, edukacji, administracji i policji. Proponował on zastąpienie trzech guberni bałtyckich dwiema: rewelską i ryską, opartymi na granicach etnicznych. Sugerował zastąpienie języka niemieckiego rosyjskim, co też dało początek rusyfikacji w tej części imperium.

### Szczyt i koniec kariery
Przeprowadzona rewizja ułatwiła Manaseinowi dalsze awanse – 6 listopada 1885 roku został kierownikiem ministerstwa, a w latach 1887–1894 był Ministrem Sprawiedliwości Imperium Rosyjskiego. W tym czasie realizował część z własnych postulatów dotyczących guberni bałtyckich. Ostatni swój awans, do rangi rzeczywistego tajnego radcy (II klasa cywilna) otrzymał 1 stycznia 1890 roku. Po zakończeniu ministrowania zasiadał w Radzie Państwa Manasein zmarł 16 września 1895 roku w Carskim Siole.